# 感受
感受指感官偵測到外境的能量變化後，於個體內產生的生化反應；大腦將這些神經訊號接收處理後，就會得出感知。
「感受」是生物的基本能力，為辨別有無生命活動的重要憑據，也是影響情緒的主要因素之一，屬於心理學上研究的一個範疇。

## 感受的重要性
- 感受是外境與內心的核心介面，個體對外境所有的理解和認知，經驗的累積，都是基於感受。
- 感受和心靈的關係非常密切，任何的感受，都會產生特定的心理活動，反之，特定的心理活動，也會產生相應的感受。

比方說，聽到辱罵，會不舒服（物質能量變化影響心靈），生氣時，呼吸會急促，體溫上升（心靈影響物質）。